# Beton (nápoj)
Beton (Becherovka s tonikem) je míchaný nápoj připravovaný z Becherovky a tonikové vody. K dochucení se používá citronová šťáva, plátky citronu a ledová drť. Beton patří ke klasickým nápojům připravovaným z Becherovky, existují i další varianty připravované z Top Topicu, grepového džusu nebo dokonce se salátovou okurkou.
Vůbec poprvé byl namíchán u příležitosti mezinárodní světové výstavy EXPO v Montréalu v roce 1967. Beton je vůbec prvním českým koktejlem.[zdroj?] V roce 2012 byla při příležitosti 45. výročí vzniku Betonu vyvinuta varianta Beton Bitter doplněný o likér KV 14.